# Clifton (Colorado)
Clifton is een plaats (census-designated place) in de Amerikaanse staat Colorado, en valt bestuurlijk gezien onder Mesa County.

## Demografie
Bij de volkstelling in 2000 werd het aantal inwoners vastgesteld op 17.345.

## Geografie
Volgens het United States Census Bureau beslaat de plaats een oppervlakte van 17,8 km², waarvan 17,6 km² land en 0,2 km² water. Clifton ligt op ongeveer 1423 m boven zeeniveau.

## Plaatsen in de nabije omgeving
De onderstaande figuur toont nabijgelegen plaatsen in een straal van 24 km rond Clifton.